# Agastopsylla pearsoni
Agastopsylla pearsoni är en loppart som beskrevs av Hamilton Paul Traub 1952. Agastopsylla pearsoni ingår i släktet Agastopsylla och familjen mullvadsloppor. Inga underarter finns listade i Catalogue of Life.